# Grande-Rivière (Jura)
Grande-Rivière korábbi község (település) Franciaországban, Jura megyében. 2019. január 1-jén Château-des-Prés községgel egyesült és Grande-Rivière Château új község része lett.
Lakosainak száma 419 fő (2018. január 1.). Grande-Rivière Morbier, Château-des-Prés, Nanchez, Saint-Laurent-en-Grandvaux, Saint-Maurice-Crillat, Saint-Pierre, Hauts-de-Bienne, Lézat és Prénovel községekkel határos.

## Népesség
A település népességének változása:
| Lakosok száma | 434  | 431  | 442  | 422  | 419  |
|               | 2013 | 2015 | 2016 | 2017 | 2018 |